# Dipoena semicana
Dipoena semicana är en spindelart som beskrevs av Simon 1909. Dipoena semicana ingår i släktet Dipoena och familjen klotspindlar.
Artens utbredningsområde är Vietnam. Inga underarter finns listade i Catalogue of Life.